# Mojković
Mojković (cyr. Мојковић) – wieś w Serbii, w okręgu maczwańskim, w gminie Krupanj. W 2011 roku liczyła 682 mieszkańców.